# Nguyễn Thanh Sằng
Nguyễn Thanh Sằng (1926-2005), nguyên là một cựu tướng lĩnh Bộ binh của Quân lực Việt Nam Cộng hòa, cấp bậc Thiếu tướng. Ông xuất thân từ những khóa đầu tiên ở trường Võ bị Quốc gia do Chính phủ Quốc gia Việt Nam, được sự hỗ trợ của Quân đội Pháp mở ra tại Trung phần vào những năm cuối của thập niên 1940, với mục đích đào tạo sĩ quan người Việt phục vụ cho Quân đội Quốc gia nằm trong Quân đội Liên hiệp Pháp. Ông đã từng đảm trách chức vụ Tỉnh trưởng, Tư lệnh Sư đoàn Bộ binh. Trước khi giải ngũ, ông giữ chức Tư lệnh Tiền phương của một Quân đoàn.

## Tiểu sử & Binh nghiệp
Ông sinh vào tháng 11 năm 1926, trong một gia đình nho giáo tại Thừa Thiên, miền Trung Việt Nam. Năm 1945, ông tốt nghiệp Trung học chương trình Pháp ở Huế với văn bằng Tú tài bán phần (Part I). Sau đó làm công chức tại Huế cho đến khi gia nhập quân đội.

### Quân đội Liên hiệp Pháp
Trung tuần tháng 9 năm 1949, thi hành lệnh động viên, ông nhập ngũ vào Quân đội Liên hiệp Pháp, mang số quân: 46/200.786. Theo học khóa 2 Quang Trung tại trường Võ bị Huế, khai giảng ngày 25 tháng 9 năm 1949. Ngày 24 tháng 6 năm 1950 mãn khóa tốt nghiệp với cấp bậc Thiếu úy hiện dịch. Ra trường, ông được điều động vào Tiểu đoàn Việt Nam với chức vụ Trung đội trưởng hoạt động trên địa bàn Bắc phần.

### Quân đội Quốc gia
Đầu năm 1952, chính thức chuyển sang phục vụ Quân đội Quốc gia ông được thăng cấp Trung úy và được cử làm Đại đội trưởng. Tháng 8 năm 1954, sau Hiệp Genève (ngày 20 tháng 7), theo đơn vị di chuyển vào Nam, ông được thăng cấp Đại úy và được chỉ định vào chức vụ Tiểu đoàn trưởng Tiểu đoàn Việt Nam.

### Quân đội Việt Nam Cộng hòa
Giữa năm 1957, sau 2 năm từ Quân đội Quốc gia chuyển sang phục vụ cơ cấu mới là Quân đội Việt Nam Cộng hòa, ông được thăng cấp Thiếu tá tại nhiệm. Giữ năm 1959, ông được cử đi du học lớp Chỉ huy Tham mưu cao cấp tại Học viện Chỉ huy và Tham mưu Fort Leavenworth, Tiểu bang Kansas, Hoa Kỳ trong thời gian 6 tháng. Đến đầu năm 1960 mãn khóa học về nước, ông được thăng cấp Trung tá và được bổ nhiệm làm Tỉnh trưởng tỉnh Bình Định thay thế Cử nhân Bùi Thúc Duyên.
Đầu tháng 11 năm 1963, sau cuộc đảo chính Tổng thống Ngô Đình Diệm (ngày 1 tháng 11). Ngày 5 tháng 11, ông được thăng cấp Đại tá và được bổ nhiệm chức vụ Tư lệnh Sư đoàn 22 Bộ binh thay thế Đại tá Nguyễn Bảo Trị.
Thượng tuần tháng 2 năm 1964, sau cuộc Chỉnh lý các tướng lãnh trong Hội đồng Quân nhân Cách mạng để giành quyến lãnh đạo của Trung tướng Nguyễn Khánh, ông được lệnh bàn giao chức vụ Tư lệnh Sư đoàn 22 Bộ binh lại cho Thiếu tướng Linh Quang Viên. Hai tuần sau, ông được cử làm Chỉ huy trưởng Quân trường Quang Trung thay thế Trung tá Phạm Văn Liễu. Cuối tháng 7, ông được lệnh bàn giao chức vụ Chỉ huy trưởng Quân trường Quang Trung lại cho Trung tá Vũ Ngọc Tuấn cùng ngày chuyển ra Quân khu 2 để nhận chức Tư lệnh Sư đoàn 2 Bộ binh thay thế Chuẩn tướng Ngô Du. Ba tháng sau, ông bàn giao chức vụ Tư lệnh Sư đoàn 2 lại cho Đại tá Hoàng Xuân Lãm, trở về Bộ Tổng tham mưu chờ nhận nhiệm vụ mới. Đầu tháng 11 cùng năm, nhân ngày kỷ niệm 1 năm Cách mạng 1 tháng 11 thành công, ông được thăng cấp Chuẩn tướng tại nhiệm. Đầu tháng 12 cuối năm, ông được bổ nhiệm làm Tư lệnh Sư đoàn 25 Bộ binh thay thế Đại tá Nguyễn Viết Đạm.
Cuối tháng 2 năm 1965, ông rời khỏi chức vụ Tư lệnh Sư đoàn 25 Bộ binh sau khi bàn giao Sư đoàn lại cho Đại tá Phan Trọng Chinh. Ngay sau đó, thuyên chuyển trở lại Quân khu 2 ông được cử tái nhiệm chức vụ Tư lệnh Sư đoàn 22 Bộ binh thay thế Chuẩn tướng Nguyễn Xuân Thịnh được cử đi làm Tư lệnh phó Quân đoàn III và Quân khu 3.
Hạ tuần tháng 6 năm 1966, ông được lệnh bàn giao Sư đoàn 22 Bộ binh lại cho Đại tá Nguyễn Văn Hiếu. Sau đó, thuyên chuyển về Quân khu 4 giữ chức vụ Phó Tư lệnh Quân đoàn IV đặc trách Hành quân. Đến tháng 8 năm 1972, ông được thăng Thiếu tướng và được chỉ định giữ chức vụ Tư lệnh Bộ Tư lệnh Tiền phương Quân đoàn IV và Quân khu 4. Tháng 4 năm 1973, ông được giải ngũ với lý do đã phục vụ quân đội trên 20 năm.

## 1975
Sau ngày 30 tháng 4, ông ra trình diện Quân Giải phóng, chính quyền mới đưa ông đi học tập và cải tạo từ Nam ra Bắc cho đến ngày 14 tháng 9 năm 1987 ông mới được trả tự do. Ông ở lại Việt Nam. Tháng giêng năm 2005, ông từ trần tại tại Thành phố Hồ Chí Minh, Cộng hòa Xã hội chủ nghĩa Việt Nam, hưởng thọ 79 tuổi.

## Gia đình
- Phu nhân: Bà Lê Thị Trúc Anh - Ông bà có 10 người con gồm 6 trai, 4 gái.